# Mycalesis etha
Mycalesis etha är en fjärilsart som beskrevs av Hans Fruhstorfer 1908. Mycalesis etha ingår i släktet Mycalesis och familjen praktfjärilar. Inga underarter finns listade i Catalogue of Life.